# Spilarctia owgarra
Spilarctia owgarra là một loài bướm đêm thuộc phân họ Arctiinae, họ Erebidae.